# Black House (MMA)

Black House é uma academia de artes marciais mistas e ginásio com base fora do Brasil. Aberta em 27 de Novembro de 2006, Black House foi criada pelo ex-membro da Brazilian Top Team Carlão Barreto, Jorge Guimaraes e Rogério Camões. Guimaraes atuou como gerente da equipe e  Camões estava no comando do treinamento da equipe.
Entre os lutadores da equipe estão: Anderson Silva, Lyoto Machida, Antônio Rogério Nogueira, Antônio Rodrigo Nogueira, Pedro Rizzo, Erick Silva, Rafael Cavalcante o ex-lutador da Academia Chute Boxe Antonio "Nino" Schembri. Além do treinamento de lutadores, o ginásio oferece aulas de Jiu Jitsu Brasileiro, Savate, Muay Thai, Boxe e Wrestling. A unidade contém um octógono, um ring de boxe, e dois dojos no espaço de treino.

## Re-branding e re-locação
Apesar do recente sucesso da equipe no UFC com os títulos mantidos por Silva, Machida e Nogueira, havia muitos assuntos devido a assuntos não relacionados a competição. Parece que a equipe se mudou ou vai se mudar para de sua localização para a X-Gym devido a disputas insolúveis, e em uma entrevista em Dezembro de 2007 Anderson Silva afirmou que havia problemas com a marca Black House e provavelmente se mudaria. Em 16 de Maio de 2008, Silva e Antonio Rodrigo Nogueira abriram a Nogueira and Silva Mixed Martial Arts Academy em Miami, Florida.
Apesar desses eventos, em uma entrevista em 23 de Abril de 2009 para a Radio do Sherdog com Jordan Breen, o gerente da Black House Ed Soares indicou que a Black House poderia abrir em um novo local de treinos em Los Angeles, California. Ele também respondeu questões que levaram muitos a acreditar que a equipe tinha se dissolvido, principalmente da briga entre a gestão da equipe e os compradores da X-Gym, o local original e sede de seus locais de treinamento.

## Lutadores
- Anderson Silva (ex-Campeão Peso Médio do UFC)
- José Aldo (Atual Campeão Peso Pena do UFC)
- Rafael "Feijão" Cavalcante (ex-Campeão Meio Pesado do Strikeforce)
- Antônio Rodrigo Nogueira (ex-Campeão Peso Pesado do Pride e ex-Campeão Peso Pesado do UFC)
- Lyoto Machida (ex-Campeão Meio Pesado do UFC)
- Antônio Rogério Nogueira (Campeão Super Pesado Brasileiro de Boxe em 2006 e 2007 e Medalhista de Bronze no Pan Americano de 2007)
- Mario Miranda (ex-Campeão Peso Médio do M-1 Global)
- Ronaldo "Jacaré" Souza (ex-Campeão Peso Médio do Strikeforce)
- Pedro Rizzo (ex-Campeão Peso Pesado do WVC)
- André Galvão (Campeão Mundial de Jiu Jitsu e Campeão Pan Americano múltiplas vezes)
- Thales Leites (ex-Campeão Peso Médio do Superior Challenge)
- Satoshi Ishii (Medalhista de Ouro Olímpico em Judo)
- Carlos Eduardo Rocha (Campeão Peso Médio do Free Fight Alliance e Campeão da Copa La Onda Manto)
- Roger Gracie[8] (Medalhista de Ouro no ADCC e Campeão Mundial de Jiu Jitsu múltiplas vezes)
- Rafael dos Anjos (ex-Campeão Peso Leve do Fury FC)
- Bernardo Magalhães (ex-Campeão Peso Leve do CFC)
- James Moontasri (Campeão Nacional dos EUA de Taekwondo e Medalhista de Prata no Jogos Pan Americanos)
- Glover Teixeira (ex-membro do Time Brasileiro de Wrestling)
- Jordan Smith
- Fabrício Camões
- Chase Gormley
- Eduardo Pamplona
- Diego Nunes
- Erick Silva
- Shanon Slack
- Thiago Meller
- Justin Lawrence
- Johnny Eduardo
- Luis Ramos
- Davi Lantz
- Jorge Olivera
- Kevin Casey (Participante do The Ultimate Fighter 17)
- Tiffany van Soest
- William Macario
- Uriah Hall
- Alexander Volkov (ex-Campeão Peso Pesado do Bellator)
- Kelvin Gastelum (Vencedor do The Ultimate Fighter 17)
- Thiago Varejão Lacerda
- Nandor Guelmino
- Michel Richard dos Prazeres
- Jonas Boeno
- Jair Gonçalves